# NGC 544
NGC 544 è una galassia lenticolare situata nella costellazione dello Scultore a una distanza di circa 275 milioni di anni luce dalla nostra Via Lattea.

## Scoperta
NGC 544 è stata scoperta il 23 ottobre 1835 dall'astronomo britannico John Herschel.